# Boni (famiglia)
I Boni sono un'antica famiglia patrizia di Firenze. Differenti rami della famiglia fecero parte anche delle famiglie nobili di Lucca, di Cortona e di Urbino.

## I Boni patrizi fiorentini

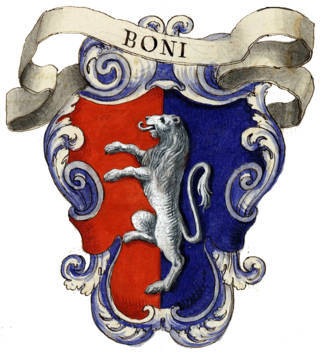
Stemma della famiglia fiorentina Boni dal leone rampante.

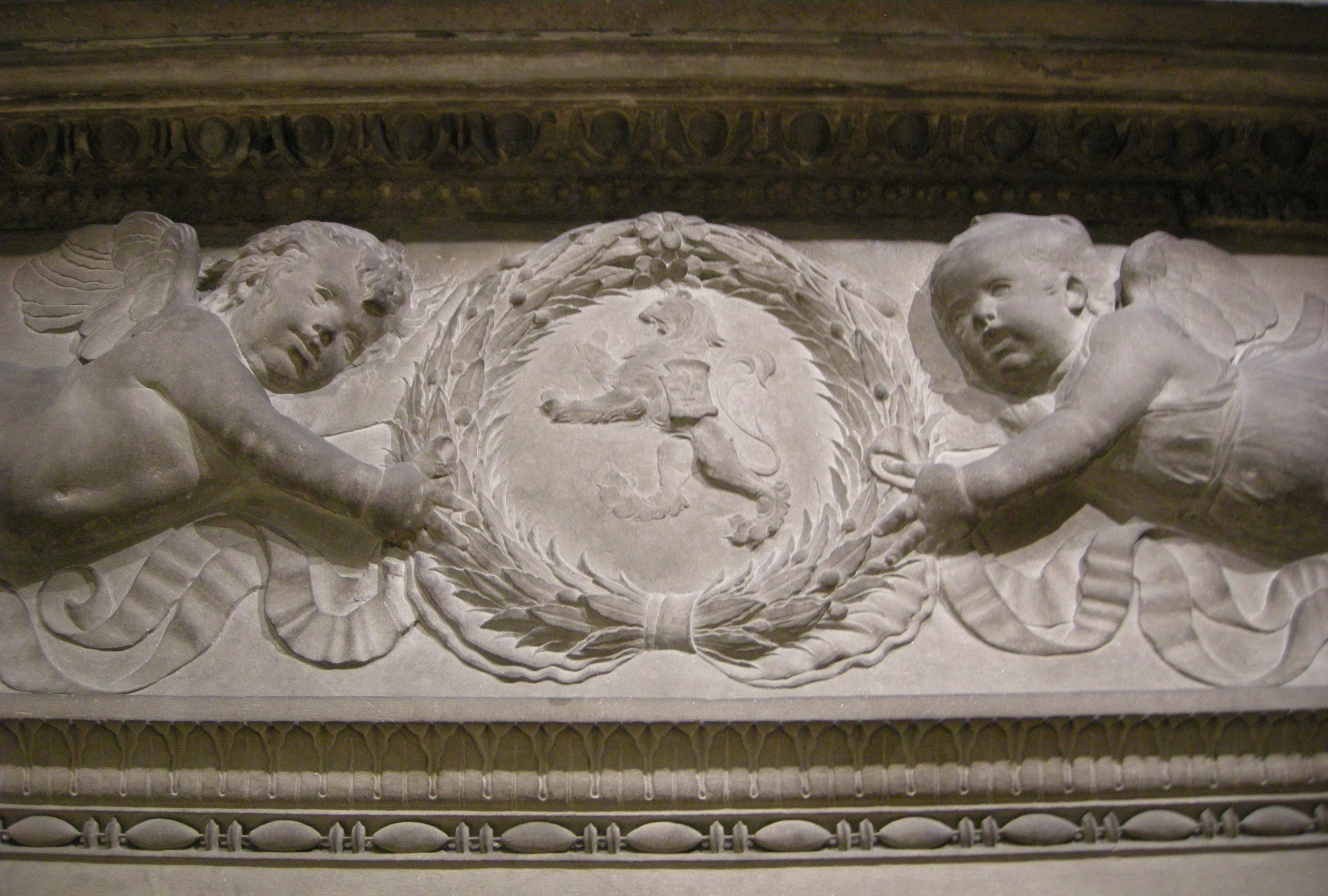
Stemma famiglia Boni dal leone rampante sulla scultura di Desiderio da Settignano

Tra i Boni fiorentini dei primi tempi vanno ricordati Bonaccorso, Ottinello e Giovanni, valenti guerrieri che parteciparono al consolidamento del dominio fiorentino. Giovanni Boni nel 1336 ricopre la carica di Vescilliferus societatum, mentre Bonaccorso e Ottinello, dopo avere combattuto nella sfortunata battaglia di Altopascio (1325), furono prigionieri di Castruccio Castracani e furono condotti a Lucca, da dove verranno più tardi liberati.
Alla fine del XIII secolo una famiglia Boni fiorentina divenne proprietaria di villa Le Macine a Firenze, in via Casamorata e la ebbe per più di un secolo. Passò poi ai Boni-Tosinghi, grazie a un matrimonio fra una donna della famiglia Boni con un Tosinghi.
Alla fine del Trecento troviamo ancora un Paolo Boni, priore nel 1383 dopo la vittoria della borghesia sul popolo, insorto negli anni precedenti con il famoso Tumulto dei Ciompi. La medesima magistratura fu conquistata da un Bernardo Boni nel 1436.
A partire dal XIV secolo a Firenze si distinsero in modo particolare due diverse famiglie Boni. La principale è detta “dal leone rampante”, dallo stemma nel quale campeggia un leone rampante d'argento, mentre la seconda è detta “dalle catene” dallo stemma usato: "d'azzurro, a quattro catene da barriera d'oro, poste in croce di Sant'Andrea convergenti ai quattro angoli dello scudo e moventi da un anelletto d'argento in abisso, accostato da due stelle d'oro". Questa famiglia "dalle catene" discende da Ambrogio di Meo di Bono e ottenne il priorato nel 1384 con Paolo di Ambrogio e nel 1463 con Bernardo, ebbe un podestà a Castelfiorentino. Ebbe sepoltura nella chiesa di Santa Maria Novella e si estinse alla fine del Cinquecento. Il trattato storico più antico relativo alla famiglia Boni “dal leone rampante” è conservato nella Biblioteca nazionale di Firenze, annoverato nella raccolta manoscritta “Passerini”. Si tratta dell'estratto dai manoscritti di Scipione Ammirato il Vecchio, un tempo nella libreria dell'Ospedale di Santa Maria Nuova. L'autore esordisce parlando della doviziosa famiglia di Messer Simone da Gubbio, che quando si estinguerà farà confluire il proprio patrimonio nella famiglia Boni. L'autore non ne vede la causa, ma intuisce che fra le due famiglie dovesse esserci un qualche legame: "[...] i Boni, con questi di Ms. Simone s'impacciano et ànno a fare insieme". E in effetti pare che anche la famiglia fiorentina dei Boni dal leone rampante abbia origine da Gubbio.
In Firenze questa famiglia seppe emergere nei primi decenni del Quattrocento con i cambiatori Giovanni e Leonardo di Bartolo di Bono e i loro figli. È da far risalire a questo periodo il matrimonio Boni-Carnesecchi, che fu probabilmente l'occasione della realizzazione dell'opera pittorica denominata Madonna Boni-Carnesecchi per via degli stemmi di queste due famiglie raffigurati alla base delle colonnine lignee a tortiglione della cornice che ospita il dipinto, opera di Tommaso di Cristoforo Fini, noto come Masolino da Panicale (Panicale, 1383 – Firenze, 1440 circa), datata 1423, conservata nella Kunsthalle di Brema. L'arma dei Boni, “partito di rosso e d'azzurro, al leone d'argento attraversante”, è dipinta sulla destra.
Nel corso del secolo i Boni estesero anche in Francia le loro attività (talora confuse con quelle dei francesi Bonis di Montauban) e Bono di Giovanni fu insignito dell'Ordine cavalleresco da Renato d'Angiò nel 1442, concessione per cui probabilmente caricherà il petto al leone dello stemma con uno scudetto caricato dei gigli di Francia.  Nello stesso anno i Boni ebbero accesso per la prima volta al priorato. Raggiunsero il vertice con Giovanni di Bono, che fu banchiere e che si fece costruire il prestigioso palazzo (oggi degli Antinori), prima di venire ucciso da suo cognato Gregorio Marzuppini.
Verso il 1470 si assiste al fallimento della compagnia di Bono di Giovanni e dei figli Smeraldo e Andrea, forse in seguito alla violenta morte del suo capo, Giovanni di Bono. Giovanni di Matteo, intorno alla metà del XV secolo, forse spinto anche dalle difficoltà finanziarie attraversate dalla famiglia, si trasferì nella Lunigiana fiorentina, in occasione dell’espansione di Firenze in quella regione, nella podesteria di Codiponte, dove acquistò beni nella villa di Alebbio. Qui svolgerà attività di "cambiatore", attività che sarà continuata anche dai suoi discendenti. Nella prima metà del XVI secolo, i fratelli Andrea e Santo, figli di Giovanni di Matteo Boni, probabilmente per motivi inerenti al commercio, trasferirono la loro residenza e le loro attività nella Garfagnana estense, dove questo ramo della famiglia risiederà fino alla seconda metà del XIX secolo, quando, a seguito dell'Unità d'Italia, i diversi rappresentanti del casato si diramarono dapprima in Toscana e poi nell'Italia del Nord.
I Boni "dal leone rampante" a Firenze abitarono nei pressi della parrocchia di santa Maria Maggiore, dove ancora sono ricordati da una via a loro intitolata. Ebbero sepoltura nella chiesa di san Gaetano, testimoniata dalla pietra tombale con stemma di Giovanni di Andrea Boni (m. 1644) sul pavimento davanti all'altare maggiore.
La famiglia Boni partecipò alla vita pubblica di Firenze ricoprendo la carica di Priori presso il Priorato delle Arti, in particolare ne diede dodici negli anni: 1442, 1448, 1455, 1469, 1480, 1486, 1488, 1491, 1495, 1510, 1518 e 1529. I Boni inoltre furono iscritte nella lista di Famiglie senatorie del Granducato di Toscana e presero parte al Senato fiorentino. A metà del Cinquecento i figli di Ludovico Boni ereditarono tutti i beni all'estinzione della famiglia Brunelleschi.
Alcuni personaggi di spicco:
- Bono di Giovanni fu insignito dell'ordine cavalleresco da Renato d'Angiò nel 1442.
- Matteo di Bono partecipa a un torneo nel 1459.
- Giovanni di Bono (seconda metà del XV secolo), commissionò a Giuliano da Maiano la costruzione del proprio palazzo in Firenze. Il palazzo venne messo in vendita per problemi finanziari nel 1475 e passò ai Martelli e poi nel 1506 definitivamente a Niccolò Antinori[3].
- Giovanni di Andrea, nel 1488 “fu tratto de' Signori ma non aveva l'età”. È probabilmente il Giovanni Boni che ottenne uffici come il vicariato di Pieve Santo Stefano, ai tempi di Lorenzo de' Medici, duca d'Urbino. È probabilmente lui l'autore di un trattatello satirico In lode della villa, pubblicato a Firenze nel 1530. Costui fra il 1533 e il 1538 era al servizio, a Roma, di monsignor Giovanni Gaddi. Un ramo della famiglia, discendente da questo Giovanni, proseguirà la propria ascesa sociale, andando infine a estinguersi nel 1600[4].
- Andrea di Giovanni (XVI secolo) risulta amicissimo e compare di Roberto di Filippo Strozzi, ma anche legato ai Medici e in particolare a Niccolò de Medici di cui curava gli interessi in Curia e col quale intrattenne un carteggio fra il 1544 e il 1560.
- Carlo di Giovanni Battista, discendente da Lionello di Giuliano di Leonardo Boni, fu vescovo di Angoulême nel 1603, protetto di Caterina de' Medici.
- Giovanni di Matteo si trasferì nella seconda metà del XV secolo nella podesteria di Codiponte in Lunigiana al seguito delle truppe fiorentine come cambiatore prendendo domicilio nella villa di Alebbio, dove acquisì beni.
- Andrea e Santo (fratelli, figli di Giovanni di Matteo), di Alebbio, si trasferiscono nel XVI secolo dalla Lunigiana a Ponteccio nella Garfagnana estense, esercitando attività di cambiatori come faranno anche i loro discendenti.
- Andrea di Bartolo (1766-1836), di Ponteccio, dottore canonico a Sarzana, dove divenne anche segretario del vescovo Vincenzo Maria Maggioli, che sostenne economicamente durante il periodo napoleonico.
- Francesco di Bartolo (1773-1852), di Ponteccio, sacerdote laureato in utroque, acquisì meriti personali nella curia di Sarzana.
- Giovanni Battista di Bartolo (1789-1874), di Ponteccio, avvocato, sindaco per un trentennio del Comune di Giuncugnano: ultimo sindaco del regime estense e primo del Regno d'Italia. Sposò Anna Maria De Nobili, figlia di Giovanni Battista della Spezia.
- Andrea di Giovanni Battista (1840-1882), di Ponteccio, gesuita, matematico, poeta, teologo, pittore[5].
- Carlo di Settimio di Giovanni Battista (1881-1960), avvocato, nato a Ponsacco, nipote di Giovanni Battista di Bartolo, presidente dell'Ordine degli avvocati di Pisa, vice presidente della Cassa di risparmio di Pisa.
- Francesco di Settimio di Giovanni Battista (1895-1965), nato a Ponsacco, nipote di Giovanni Battista, avvocato, combattente nella Prima guerra mondiale, autore di manuali specialistici di diritto ipotecario[6].
- Aldo Settimio di Francesco (1920-1983), nato a Volterra. Frequentò l'Accademia militare di Modena, fu ufficiale dei bersaglieri, decorato nella seconda guerra mondiale, poeta e inventore.
- Francesco Boni De Nobili (1951-2020), nato a Pordenone. Studioso di araldica e genealogia, e scrittore di svariati libri sulla sua famiglia e sulla sua terra. Compì gli studi genealogici relativi alle famiglie Boni e De Nobili.

## I Boni di Lucca

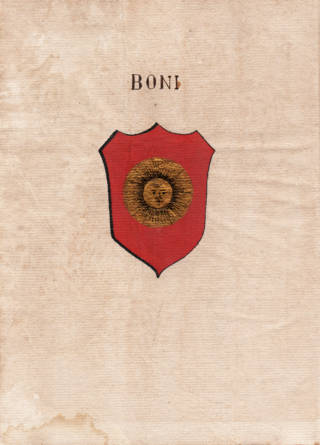
Stemma della famiglia Boni di Lucca

«È antica nella città di Lucca la nobiltà di questa famiglia». Con queste parole lo storico lucchese del Settecento G.V. Baroni inizia la trattazione della storia della famiglia Boni, che ebbe beni anche in Camaiore e in Nocchi di Camaiore.
Originata da Ugolino di Bono, vissuto nel XIII secolo, questa famiglia appoggiò la parte guelfa e dunque conobbe l'esilio all'epoca di Castruccio Castracani, «come al libro degli assenti del 1335».
Di questo casato, Bartolomeo fu prescelto fra i Signori di Lucca costretti a prestare giuramento di fedeltà a Giovanni I di Boemia il 20 agosto 1331 alla Porta San Gervasio.
Barso di Bono Boni «godeva una casa grande nel castello di Camaiore, nel sesto di S. Martino […] nella quale, sopra la porta in pietra antica, si vede l'arme de' Boni, cioè un sole». Infatti lo stemma di questa famiglia è: “di rosso, al sole raggiante d'oro”, alias “di verde, al sole raggiante d'oro”.
I Boni di Lucca intervennero più volte nel consiglio degli Anziani e Giovanni Battista fu nominato castellano di Montignoso nel 1504, dopo essere stato fra i Conestabili della città. Nel 1575, «avendo [il Consiglio] decretato che d'ogni Famiglia Nobile abile al Governo uno andasse al S. Giubileo in Roma con autorità di sostituire a chi fosse impedito altri, purché fossero Nobili et abili al Governo, fu dichiarato Francesco di Messer Bono come Nobile et abile al Governo […] e andò a Roma con altri Nobili». Aurelio Boni ebbe incarichi importanti presso la corte sabauda nel XVI secolo e fu insignito dell'Ordine dei Santi Maurizio e Lazzaro di nobiltà e giustizia.
La famiglia diede alla Repubblica di Lucca medici, militari e religiosi. Tra questi, Rocco fu Canonico della Cattedrale di Lucca dal 1606 e fu al servizio del cardinale Muti; Giovanni Battista militò come capitano al servizio del duca di Parma e del re di Spagna, partecipando alla Guerra dei trent'anni; Curzio nel 1619 fu canonico lateranense e in Roma rivestì numerose cariche ecclesiastiche. La famiglia si estinse nel XVIII secolo.
Alcuni personaggi di spicco:

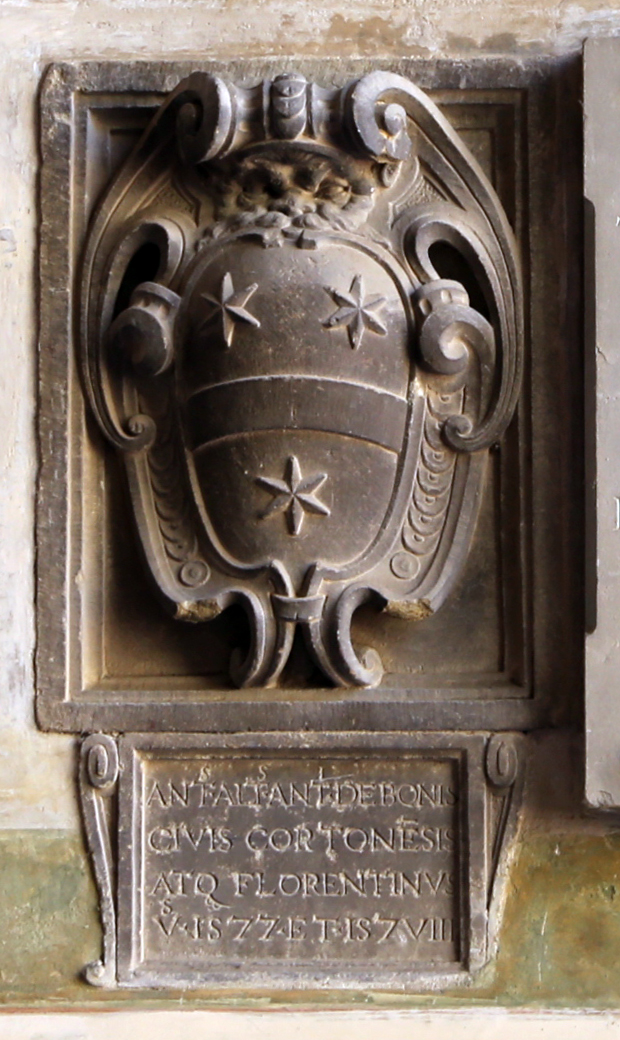
Stemma famiglia Boni di Cortona nel secondo atrio di Palazzo dei Vicari (Scarperia)

- Bartolomeo prestò giuramento di fedeltà a Giovanni I di Boemia il 20 agosto 1331 alla Porta di S. Gervasio.
- Giovanni Battista fu nominato castellano di Montignoso nel 1504.
- Francesco andò al Giubileo di Roma nel 1575 in qualità di nobile di Lucca.
- Aurelio fu insignito dell'Ordine dei Santi Maurizio e Lazzaro di nobiltà e giustizia.
- Giovanni Battista militò come capitano al servizio del duca di Parma e del re di Spagna nella Guerra dei Trent'anni.

## I Boni di Cortona
È attestata la presenza di una famiglia Boni a Cortona. Qui i Boni fecero parte delle famiglie nobili del dominio di Cortona ed ebbero il possesso della Signoria di Fusigliano, località del territorio cortonese, di cui però furono in seguito privati, poiché nell'anno 1371 Egidio Boni fu fatto capo della congiura tramata contro Francesco di Bartolommeo Casali, terzo Signore di Cortona, che ne investì un suo Contestabile, o Capitano della famiglia de' Tozzi.
Alcuni secoli dopo si formò il ramo dei Baldelli-Boni, discendente dal matrimonio di Girolamo Baldelli con Elisabetta Boni, al quale appartenne il conte Giovanni Battista Baldelli-Boni, figlio nato da queste nozze. Con l'unione delle due famiglie e dei due stemmi dei rispettivi casati, si formò un nuovo blasone: "Inquartato: nel 1º e 4º d'azzurro, alla banda abbassata d'oro, caricata di tre foglie d'edera al naturale (Baldelli); nel 2º e 3º troncato: a) di rosso, a due stelle di 8 raggi d'oro, b) di nero, alla stella di 8 raggi d'oro, alla fascia d'oro sulla partizione (Boni)". Il titolo di Conte venne concesso da Maria Luisa d'Etruria a Giovanni Battista Baldelli Boni (1766-1831) e ai suoi discendenti con la patente del 29 maggio 1804. Egli fu anche nominato Barone dell'impero da Napoleone Bonaparte, nel 1809.

## I Boni di Urbino

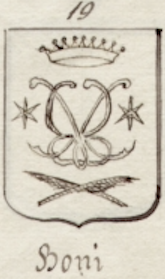
Stemma della famiglia Boni di Urbino tratto da un manoscritto custodito nella Biblioteca Centrale Umanistica dell'Università degli Studi Carlo Bò di Urbino. Lo stemma è decorato con la Corona di Conte

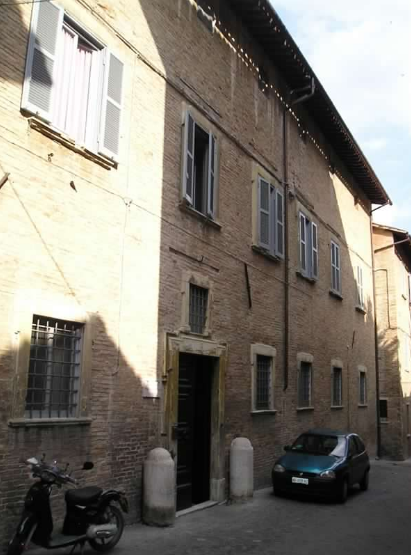
Palazzo Boni a Urbino

Un ramo della famiglia Boni si insediò nella città di Urbino, dove la famiglia godette dell'onore del Gonfalonierato nella seconda metà del XVIII secolo e diversi esponenti furono iscritti nella Delegazione Araldica.
Un Conte Boni è presente nella lista dei feudi e dei feudatari dello Stato Pontificio, il quale nel 1803 è associato al feudo di Castiglione di Cagli nel Ducato di Urbino.
A Urbino i conti Boni ebbero dimora in un palazzo settecentesco di tipo gentilizio che porta ancora oggi il loro nome, Palazzo Boni.
Nella Chiesa e Convento di San Francesco a Urbino i Boni compaiono nei sacelli delle famiglie nobili di Urbino nella cripta e sui diciotto altari insieme ai Biancalana, Palma, Buffi e altri.
Alcuni personaggi di spicco:
- Giovanni nominato gentiluomo nel 1725 dal Presidente dello Stato di Urbino, che esercitò importanti incarichi presso le legazioni di illustri città e rese grandi servigi alla patria.
- Michelangelo dottore in legge a cui la città di Cagli conferì con suffragio unanime, il primo grado di patriziato unitamente alla sua discendenza in perpetuo.
- Carlo deputato nella Delegazione Araldica del 1847, 1851 e 1854.
- Giuseppe nobile di Cagli siede nella Delegazione Araldica nel 1852.